# Yasser Basuhai
Yasser Basuhai (Arabic: ياسر باصهي) (sinh ngày 27 tháng 3 năm 1979) là một tiền đạo bóng đá người Yemen hiện tại thi đấu cho Al-Hilal Al-Sahili.

## Danh hiệu

### Câu lạc bộ
Al-Hilal'
- Giải bóng đá vô địch quốc gia Yemen: 2

2007–08 ، 2008–09
- Cúp Chủ tịch Yemen: 2

2005, 2008
- Yemeni September 26 Cup: 1

2003